# Douglas Pipes
Douglas S. Pipes (* 12. August 1962 in Los Angeles) ist ein US-amerikanischer Komponist, der durch seine Kompositionen für Kinofilme wie Monster House, Trick ’r Treat - Die Nacht der Schrecken  oder Barbie – Mariposa und die Feenprinzessin international bekannt wurde.

## Leben und Karriere
Douglas Pipes begann seine Laufbahn als Komponist für Filmmusik Ende der 1980er Jahre mit seiner Komposition für Michael S. O’Rourke Horrorfilm Moonstalker. Als er im Jahr 2004 den Regisseur Gil Kenan an der UCLA in Kalifornien traf, bot Pipes an, die Musik für dessen Kurzfilm The Lark zu komponieren. Diese Zusammenarbeit führte 2006 schließlich zum gemeinsamen Kinoprojekt Monster House. Der Film, unter anderem für den Oscar nominiert, gewann international zahlreiche Preise. Die Musik von Pipes gewann 2007 den Film and Television Music Award in der Kategorie Top Box Office Films und erhielt darüber hinaus eine Nominierung für den World Soundtrack Award in der Kategorie Discovery of the Year und eine Saturn-Award-Nominierung in der Kategorie Best Music beim Academy of Science Fiction, Fantasy & Horror Films Festival in den USA. In den folgenden Jahren schrieb Pipes die Musik zu Kinofilmen wie der Horrorkomödie Trick ’r Treat - Die Nacht der Schrecken von Regisseur Michael Dougherty, dem romantischen Drama Waking von Regisseur Ben Shelton, dem Animationsfilm Barbie – Mariposa und die Feenprinzessin oder dem Thriller Little Paradise.
Im Jahr 2014 hatte Pipes, von der Dallas Chamber Symphony und dem Dallas Videofest beauftragt, eine Original-Partitur für Alfred Hitchcocks Stummfilm Der Mieter komponiert. Die Premiere fand am 8. Oktober 2014 statt.
Neben seinen Engagements in der Filmbranche arbeitete Douglas Pipes auch mit der Rockband The Airborne Toxic Event zusammen für deren Sinfoniekonzerte in den USA schrieb er Arrangements und Orchestrierungen. Heute lebt und arbeitet Pipes in Los Angeles, Kalifornien.

## Auszeichnungen
- 2006: Nominierung für den World Soundtrack Award in der Kategorie Discovery of the Year für Monster House
- 2007: Nominierung für den Saturn Award in der Kategorie Best Music für Monster House
- 2007: Ehrung mit dem ASCAP Film and Television Music Award in der Kategorie Top Box Office Films für Monster House
- 2007: Nominierung für den IFMCA Award  in der Kategorie Breakthrough Film Composer of the Year für Trick ’r Treat - Die Nacht der Schrecken
- 2009: Nominierung für den IFMCA Award  in der Kategorie Best Original Score for a Horror/Thriller Film für Trick ’r Treat - Die Nacht der Schrecken

## Filmografie (Auswahl)

### Kino
- 1989: Moonstalker
- 1989: Bonneville, Arizona
- 1990: Grandpa
- 2006: Monster House
- 2007: Trick ’r Treat
- 2013: Waking
- 2013: Barbie – Mariposa und die Feenprinzessin
- 2015: Little Paradise
- 2015: Krampus
- 2017: Awaken the Shadowman

### Fernsehen
- 2012: The Stooges (Fernsehserie, 1 Episode)
- 2015: Surprised by Love (Fernsehfilm)
- 2015: If There Be Thorns (Fernsehfilm)
- 2015: Seeds of Yesterday (Fernsehfilm)
- 2017: The Babysitter
- 2019–2020: Into the Dark (Fernsehserie, 2 Episoden)

### Kurzfilme
- 2003: Walter
- 2004: The Lark
- 2004: The Three Body Problem
- 2008: Bad Blood Days
- 2009: Little Odessa
- 2011: Making Friends
- 2013: Jack the Ripper